# Valdevacas y Guijar
Valdevacas y Guijar est une commune de la province de Ségovie dans la communauté autonome de Castille-et-León en Espagne.

## Sites et patrimoine
- Palais La Palatina
- Vírgen del Rosario